# Yêrim Mbanyik Aram Bakar
Yêrim Mbanyik Aram Bakar est un Brak du royaume sénégalais du Waalo ayant régné au début du XVIIIe siècle. Il succède, après un conflit, au Brak Bër Tyaaka et inaugure une longue période de domination de sa lignée maternelle sur le pays. Important souverain, qui n'hésite pas à tenir tête aux gouverneurs de Saint-Louis, son règne marque le début d'une époque où la puissance du Waalo s'affirme. Au terme d'un règne houleux, qui voit une forte militarisation du pays, son frère, Ndyak Aram Bakar, lui succède sur le trône.

## Filiation
Yêrim Mbanyik Aram Bakar est le fils de Fara Condama et de Aram Bakar. Par sa mère, il est apparenté au lignage Meen - le lignage maternel - des Teedyekk. Son lignage est donc concurrent de celui de Bër Tyaaka, possiblement son oncle paternel.
Il est également mentionné qu'il est un cousin du Beetyo Malixuri, qui sera son premier soutien avant de se brouiller avec lui vers la fin du règne.

## Règne
Yêrim Mbanyik règne vraisemblablement aux alentours de 1716 à 1732, avec - en raison de l'absence de tradition écrite - quelques incertitudes sur les dates. Les sources écrites européennes suggèrent qu'il est déjà en place en 1717, et qu'il l'est encore en 1730.

### Accession au pouvoir
Selon la tradition orale, lors de l'accession du Brak Bër Tyaaka, ce dernier - issus du lignage meen des Loggar - nomme héritiers deux des fils de sa sœur, déniant ainsi les droits auxquels pouvaient prétendre Yêrim Mbanyik et ses deux frères et provoquant ainsi leur révolte. Vaincu une première fois, la fratrie s'exile au Fouta Toro, puis rejoignent une région aurifère, d'ou ils s'efforcent de s'acheter des partisans, notamment les membres du Seb ab Kaor, le conseil en charge de nommer les Braks - et éventuellement de les destituer.
Ils reviennent quelque temps plus tard au Waalo, la situation politique ayant évolué, et entreprennent de combattre le souverain régnant, lui infligeant notamment une cuisante défaite à Njurbel. Au terme d'une série d'événements que la tradition orale ne permet pas de retracer avec précision, Yêrim Mbanyik est alors intronisé Brak. L'ancien souverain, Bër Tyaaka, part à son tour en exil et y meurt vers 1721.

### Lutte avec Maalixuri
Les intrigues des Français de Saint-Louis pour protéger et développer leur commerce, et les bons rapport du Beethio Maalixuri avec le gouverneur André Brue ont amené le notable wolof à se révolter contre son souverain et parent en 1724. Rapidement, deux camps se mettent en place, D'un côté Maalixuri, allié avec les Maures Trarza, et le l'autre, le brak Yêrim Mbanyik, soutenu par les Français, et - selon le gouverneur de Saint-Louis - le roi du Futa-Toro. Le Damel du Cayor a peut-être également soutenu ces derniers, sans certitude.
Le détail du conflit est flou, mais la victoire est remportée par le souverain du Waalo, son adversaire mourant au combat.

### Fin de règne
Peu après la fin de la rébellion du Beethio Maalixuri, Yêrim Mbanyik Aram Bakar serait mort de maladie, peut-être vers 1733. Les dernières années du règne sont essentiellement caractérisées par une relative hostilité et des rapports houleux envers le comptoir de Saint-Louis, ainsi que par des relations alternant le chaud et le froid entre le royaume du Waalo et celui du Cayor. Son frère Ndyack Aram Bakar lui succède.